# سیارک ۲۴۵۲۴
سیارک ۲۴۵۲۴ (به انگلیسی: 24524 Kevinhawkins، نامگذاری:2001CY3) بیست و چهار هزار و پانصد و بیست و چهارمین سیارک کشف شده‌است که در ۱ فوریه ۲۰۰۱ کشف شد.
قدر مطلق سیارک برابر ۱۵.۵ است.